# Esquema estrela
O conceito de Esquema Estrela (em inglês: Star Schema) foi criado pelo estadunidense Dr. Ralph Kimball, ao propor uma visão para a modelagem de base de dados para sistemas de apoio a decisão. Sua principal característica é a presença de dados altamente redundantes, melhorando o desempenho.
O Star schema ou esquema em estrela é uma metodologia de modelagem de dados utilizada no desenho de um Data warehouse.
Os dados são modelados em tabelas dimensionais ligadas a tabelas de fatos. As tabelas dimensionais contêm as características de um evento. A tabela de fatos armazena os fatos ocorridos e as chaves para as características correspondentes nas tabelas dimensionais.
O nome foi adotado devido a semelhança do modelo com uma estrela. No "centro" da estrela, existe a tabela de fatos, rodeada por tabelas auxiliares, chamadas de dimensões. A tabela de fatos conecta-se às tabelas de dimensões por múltiplas junções e as tabelas de dimensões conectam-se com apenas uma junção à tabela de fatos.
Desta forma a consulta ocorre inicialmente nas tabela fato e depois nas tabelas de dimensões, por meio de uma estrutura de chaves estrangeiras, possuindo um único nível de relacionamentos ou JOINS, facilitando as análises de negócio ad-hoc e por ferramentas de BI.

## Propriedades do esquema em estrela
- Uma única tabela de fato no ponto central
- Várias tabelas dimensões em volta da tabela fato, assemelhado a uma estrela.
- As  chaves estrangeiras ficam na tabela fato, sendo uma para cada dimensão.
- Tabelas dimensão não possuem chaves estrangeiras
- Desnormalizados
- Apresentam redundância
- Facilidade de consulta pelos softwares BI

## Vantagens
Fácil de perceber, reduz o número de joins e tem baixa manutenção.

## Desvantagens
As tabelas de dimensão, por não estarem normalizadas, contém repetição das informações, gerando desperdiço de espaço no disco. Não são adequadas para uso transacional pois uma alteração simples (como de o nome de um país) poderia gerar a necessidade de várias alterações no banco de dados (para todas as linhas de municípios).